# Mistére du Viel Testament
Le Mistére du Viel Testament est une compilation de textes de mystères long d'environ 50 000 vers dans laquelle les acteurs pouvaient piocher des épisodes à jouer inspirés par la Bible. Il n'existe plus de manuscrit du texte mais trois éditions ont été imprimées entre 1500 et 1542.  
Cette compilation contient quelques incohérences, comme il est courant dans les mystères. La partie traitant du Livre de Daniel a pour source deux mystères. La première vient du Mystère de Sainte Suzanne, avec Daniel enfant qui révèle l'innocence de Suzanne et la culpabilité de deux juges qui essaient de la séduire (voir Suzanne et les Vieillards). Pour relater le reste de la vie de Daniel, l'auteur entrelace dans cet épisode différentes autres sources, comme lorsque Daniel est jeté dans une fosse aux lions. Cependant, à ce moment-là, il n'est pas un enfant. Ainsi, Daniel est alternativement un enfant et un adulte.  
Ce mistère se terrmine par divers autres mystères indépendants, qui mettent en scène les histoires de Job (Bible), le Livre de Tobie, Judith et Holopherne (voir Livre de Judith), ou les Sibylles.
Le Mystère de Judith et Holofernés, à la fin du Viel Testament, est un cas à part dans la littérature des mystères. Il est exceptionnel qu'un mystère soit consacré à la légende de Judith ; par conséquent, ce mystère n'est pas, comme la plupart des autres, une copie d'autres mystères. Sa source principale est bien le livre biblique de Judith, sans doute sous sa forme latine. Son auteur est probablement Jean Molinet. Il s'agit d'un récit vivant avec beaucoup de dialogues. Il modifie quelques aspects du livre biblique, sans le changer fondamentalement : il développe les scènes de bataille, introduisant des personnages comme les soldats Granche--Vuide et Turelututu , étonnants antimilitaristes ; Holofernés est transformé en un séducteur grotesque usant d'amour courtois ; son domestique, l'eunuque Vagao, observe la scène principale en y apportant un ton à la fois épicène, acerbe et spirituel. Les soldats fanfarons, stéréotype bien connu du Moyen Âge, sont ici ambigus : s'ils tuent les juifs de la ville tranquille de d'Esdrelon (voir Vallée de Jezreel), s'ils ne pensent qu'au butin et au pillage, on apprend qu'ils n'ont que la guerre pour gagner leur vie, qu'ils ne sont pas payés par leurs chefs, et qu'ils acceptent avec stoïcisme leurs blessures.
Une des origines de ce mystère est une fable concernant Caïn et Abel, fable qui a continué à exister par elle-même. Par exemple, on en trouve une distribution donnée par un notaire à Parthenay pour une représentation le 10 juin 1571 : « Je fis jouer au carrefour de la croix du Marchieux de Parthenay, la Tragédie ou histoire d’Abel tué par Caïn, son frère. Pierre Panthou jouoit Adam, Claude Moyet, Eve ; messire Nicolas du Gué, Dieu ; Jacques Barenger, clergeon, Misericorde ; et un barbier angevin, Justice  ». On retrouve dans cette fable l’intérêt des mistères pour la violence. Ainsi, elle contient souvent un personnage spécial nommé « La Voix du Sang », en référence à la parole de Dieu : « le sang d’Abel crie vers moi ». L'un de ces textes a été imprimé en 1575 par Nicolas Bonfons, à Paris. Puis a suivi un texte intitulé Tragédie représentant l’odieux et sanglant meurtre commis par le maudit Caïen à l’encontre de son frère Abel, écrit par Thomas Le Coq, curé à Falaise. Le même personnage s'y appelle « Le Sang d’Abel ». On retrouve cette fable encore écrite par un certain Ville-Toustain, à Rouen, en 1600, intitulée « Tragédie de la naissance ou création du monde ». Elle est même citée dans les Historiettes de Tallemant des Réaux, un recueil d'événements établi au XVIIe siècle, ou quelqu'un joue cette voix du sang en roulant dans un tonneau derrière la scène en criant « Vengeance ! Vengeance ! ».   

## Littérature
- Herbert Hess: Studien zum Mistere du Viel Testament, Nachdruck Frankfurt, Main 1936, Hildesheim : Gerstenberg, 1975  (ISBN 3-8067-0301-9)
- Willem Noomen: Étude sur les formes métriques du mystère du Vieil Testament, Amsterdam : Noord-Hollandsche Uitg. Maatschappij, 1962